# Гаджиев, Али Магомедович
Али Магомедович Гаджиев (1973, Гапшима, Акушинский район, Дагестанская АССР, РСФСР, СССР) — российский спортсмен, специализируется по карате кумите, 18-кратный чемпион России. Мастер спорта России международного класса.

## Спортивная карьера
Спортивную карьеру начал в 1990 году в Махачкале под руководством тренера Омара Муртазалиева. В 1999 году стал чемпионом России в весовой категории свыше 80 кг, одолев в финале Андрея Наумова из Челябинска.

## Результаты на международных соревнованиях
- Кубок России по карате 1996 — ;
- Кубок России по карате 1997 — ;
- Чемпионат России по карате 1997 — ;
- Кубок России по карате 1998 — ;
- Чемпионат России по карате 1999 — ;
- Кубок России по карате 2000 — ;
- Чемпионат России по карате 2000 — ;
- Чемпионат России по карате 2001 — ;
- Чемпионат России по карате 2002 — ;
- Молодежный чемпионат России 1995-1996-;
- Серебряный призёр чемпионата Европы 1996-;
- Серебряный призёр Всемирных игр среди полицейских 1999-;
- Чемпионат мира по карате 1996;

## Личная жизнь
В 1991 году окончил школу в селе Гапшима. В 1997 году окончил исторический факультет Дагестанского государственного университета.